# Institut polytechnique des sciences avancées
L'Institut polytechnique des sciences avancées (Institut politècnic de ciències avançades, IPSA), és una institució privada d'ensenyament superior d'enginyeria aeronàutica francesa situada a Ivry-sur-Seine, Lió, Marsella i Tolosa. Forma part del grup d'escoles privades IONIS Education Group i de l'Aerospace Valley.
L'«Institut polytechnique des sciences appliquées» va ser creat el 1961 per Michel Cazin, Maurice Pradier i Paul Lefort, tres enginyers que procedien del sector de l'aviació i que van establir-se a París. El 2001 va canviar el nom a "Institut polytechnique des sciences avancées". El 2007 va obrir una filial a Tolosa de Llenguadoc, a recer de la important indústria aeronàutica de la zona.
El govern francès reconegué el títol d'"Expert en enginyeria dels sistemes aeronàutics i espacials" als titulats de l'escola l'any 2005, i el 2011 la Commission des titres d'ingénieur va autoritzar l'institut a atorgar el títol d'enginyer. Els primers titulats d'aquesta enginyeria van acabar els estudis a la fi del curs 2013-2014. L'escola ofereix un cicle preparatori de dos anys i un cicle superior de tres anys d'especialització en: «Sistemes de telecomunicacionsó», «Informàtica de bord», «Sistemes electromecànics», «Mecànica i estructures», i «Energia i propulsió». Els titulats ixen de l'escola amb el títol oficial d'«Expert en Ingénierie des Systèmes Aéronautiques et Spatiaux».
Des 2017, l'escola també ofereix Bachelor's degree en aeronàutica. La Universitat compta entre els seus estudiants amb les nedadores sincronitzades franceses Charlotte i Laura Tremble (classe 2025). ·  · 
Exalumnes
- Éric Boullier (1999), president del McLaren[12]
- Philippe Harache (1976), empresari i director d'Eurocopter[13]
- Cyril Bourlon de Rouvre (1965), empresari i president de les escuderies de F1 AGS i Guy Ligier[14]
- Julien Simon-Chautemps (2002), enginyer francès especialitzat en automobilisme.